# Derýneia
Derýneia är en ort i Cypern.   Den ligger i distriktet Eparchía Ammochóstou, i den östra delen av landet, 60 km öster om huvudstaden Nicosia. Derýneia ligger 76 meter över havet och antalet invånare är 5 161. Den ligger på ön Cypern.
Terrängen runt Derýneia är platt. Havet är nära Derýneia åt nordost. Närmaste större samhälle är Varosha, 4,6 km norr om Derýneia. 
Ett varmt stäppklimat råder i trakten. Årsmedeltemperaturen i trakten är 22 °C. Den varmaste månaden är augusti, då medeltemperaturen är 31 °C, och den kallaste är januari, med 14 °C. Genomsnittlig årsnederbörd är 421 millimeter. Den regnigaste månaden är januari, med i genomsnitt 93 mm nederbörd, och den torraste är augusti, med 1 mm nederbörd.